# Ord
Ord és una població dels Estats Units a l'estat de Nebraska. Segons el cens del 2000 tenia 2.269 habitants.

## Demografia
Segons el cens del 2000, Ord tenia 2.269 habitants, 1.006 habitatges, i 611 famílies. La densitat de població era de 527,8 habitants per km².
Dels 1.006 habitatges en un 26,3% hi vivien nens de menys de 18 anys, en un 50,9% hi vivien parelles casades, en un 7,8% dones solteres, i en un 39,2% no eren unitats familiars. En el 36% dels habitatges hi vivien persones soles el 21,1% de les quals corresponia a persones de 65 anys o més que vivien soles. El nombre mitjà de persones vivint en cada habitatge era de 2,17 i el nombre mitjà de persones que vivien en cada família era de 2,84.
Per edats la població es repartia de la següent manera: un 22,6% tenia menys de 18 anys, un 5,2% entre 18 i 24, un 20,5% entre 25 i 44, un 24,4% de 45 a 60 i un 27,4% 65 anys o més.
L'edat mediana era de 46 anys. Per cada 100 dones de 18 o més anys hi havia 79,8 homes.
La renda mediana per habitatge era de 27.364 $ i la renda mediana per família de 36.383 $. Els homes tenien una renda mediana de 26.412 $ mentre que les dones 16.895 $. La renda per capita de la població era de 15.337 $. Aproximadament el 6,8% de les famílies i el 10,3% de la població estaven per davall del llindar de pobresa.

## Poblacions més properes
El següent diagrama mostra les poblacions més properes.